# チュルパン・ハマートヴァ
チュルパン・ナイーレヴナ・ハマートヴァ（ロシア語: Чулпан Наилевна Хаматова, ラテン文字転写: Chulpan Nailevna Khamatova チュルパーン・ナイーリヴナ・ハマータヴァ, 1975年10月1日 カザン - ）は、ソビエト連邦生まれのロシアの女優。

## 略歴
ロシア・アカデミーで演劇を学び、様々な舞台に立った。映画デビューは1995年。ロシアではテレビ出演も多いが、ドイツやオーストリアの映画にも出演している。2005年にはロシアのテレビシリーズ『ドクトル・ジバゴ』に出演した。
2022年2月にロシアがウクライナに侵攻した際にはラトビアに滞在しており、戦争に反対する請願に署名。その後ロシアへの帰国を断念し、3月20日に亡命を決断したことを公表した。

## 家族
18歳の時に最初の結婚をしているが4年後に離婚している。子供が二人いる。

## 出演作品
- 『ルナ・パパ』Luna Papa (1999)
- 『ツバル』Tuvalu  (1999)
- 『コマーシャル★マン』Viktor Vogel - Commercial Man (2001)
- 『グッバイ、レーニン!』Good Bye Lenin!  (2003)
- 『72M』72 metra (2004)
- 『ソード・ハンド　剣の拳』Mechenosets (2006)
- 『ドクトル・ジバゴ（ロシア版）』Доктор Живаго (2006)
- 『宇宙飛行士の医者』Bumazhnyy Soldat (2008)
- 『ブラ!ブラ!ブラ!　胸いっぱいの愛を』The Bra (2018)
- 『インフル病みのペトロフ家』Petrov's Flu (2021)